# Jaqueline Ferreira
Jaqueline Antonia Ferreira (Rio de Janeiro, 5 de março de 1987) é uma halterofilista do Brasil.

## Carreira
Jaqueline Ferreira foi oitava colocada na categoria -75 kg nos Jogos Olímpicos de Verão de 2012.
Ela ganhou a medalha de prata na categoria -75 kg no arremesso e o bronze no arranco no Festival Pan-Americano de Esporte de 2014. E ela ganhou a medalha de bronze na categoria -75 kg nos jogos Jogos Pan-Americanos de 2015.
Após a desclassificação de três atletas nos Jogos Olímpicos de Verão de 2012 por doping, Jaqueline passou a ocupar a quinta posição
Nos Jogos Olímpicos de Verão de 2016, a atleta não obteve êxito na competição, falhando as três tentativas no arranco e ficando sem resultado. A participação dela nos Jogos Olímpicos de 2016 foi controversa, pois ela não foi escolhida pela comissão técnica, mas pelo presidente da Confederação Brasileira de Levantamento de Peso. Por ser o país sede dos jogos, o Brasil tinha cinco vagas garantidas nas competições de levantamento de peso olímpico. Até então, as cinco vagas já haviam sido preenchidas pelos técnicos, entretanto o presidente da confederação substituiu a halterofilista Bruna Piloto pela Jaqueline Ferreira.
Agora na categoria até 87 kg, Jacqueline terninou em 6º lugar no Levantamento de peso nos Jogos Pan-Americanos de 2019.
No Mundial de Levantamento de Peso de 2019, terminou em 6º lugar.